# Мухаммед Абдельазіз
Мухаммед Абдельазіз, (араб. محمد عبد العزيز; нар. 17 серпня 1947, Марракеш, Марокко — 31 травня 2016) — Генеральний секретар Фронту Полісаріо і президент самопроголошеної Сахарської Арабської Демократичної Республіки з 30 серпня 1976 року по 31 травня 2016.

## Біографія
Народився в сім'ї бедуїнів. Вищу освіту здобув у Рабаті. У 1973 був одним із засновників Фронту Полісаріо, який виступає за незалежність Західної Сахари, колишньої іспанської колонії, від Марокко. У 1976 після загибелі першого генерального секретаря партії Мустафи Саїда ель-Уалі обраний його наступником. Брав участь у розробці першої конституції САДР. Під його керівництвом Полісаріо відмовився від соціалістичної орієнтації і став орієнтуватися на ліберально-демократичні цінності, в тому числі, багатопартійну демократію і ринкову економіку.
Керує партизанською війною проти військ Марокко, проживає у вигнанні в Алжирі. Вважається протеже алжирського керівництва. Прагне заручитися підтримкою західних держав, насамперед, США і ЄС. У своїх виступах засуджував ісламський тероризм.